# John MacLeod
John Matthew MacLeod (New Albany, 3 ottobre 1937 – Prescott, 14 aprile 2019) è stato un allenatore di pallacanestro statunitense, professionista nella NBA.

## Statistiche

### Allenatore
| Stagione | Squadra          | Regular Season | Regular Season | Regular Season | Regular Season | Regular Season          | Post Season                                                |
| Stagione | Squadra          | V              | P              | % V            | G              | Posizione finale        | Post Season                                                |
| -------- | ---------------- | -------------- | -------------- | -------------- | -------------- | ----------------------- | ---------------------------------------------------------- |
| 1973-74  | Phoenix Suns     | 30             | 52             | 36,6           | 61             | 4º in Pacific Division  | Manca i play-off                                           |
| 1974-75  | Phoenix Suns     | 32             | 50             | 39,0           | 82             | 2º in Pacific Division  | Manca i play-off                                           |
| 1975-76  | Phoenix Suns     | 42             | 40             | 51,2           | 82             | 3º in Pacific Division  | Sconfitto alle NBA finals dai Celtics (2-4)                |
| 1976-77  | Phoenix Suns     | 34             | 48             | 41,5           | 82             | 5º in Pacific Division  | Manca i play-off                                           |
| 1977-78  | Phoenix Suns     | 49             | 33             | 59,8           | 82             | 2º in Pacific Division  | Sconfitto al Primo Round dai Bucks (0-2)                   |
| 1978-79  | Phoenix Suns     | 50             | 32             | 61,0           | 82             | 2º in Pacific Division  | Sconfitto alle Finali di Conference dai SuperSonics (3-4)  |
| 1979-80  | Phoenix Suns     | 55             | 27             | 67,1           | 82             | 3º in Pacific Division  | Sconfitto alle Semifinali di Conference dagli Lakers (1-4) |
| 1980-81  | Phoenix Suns     | 57             | 25             | 69,5           | 82             | 1º in Pacific Division  | Sconfitto alle Semifinali di Conference dai Kings (3-4)    |
| 1981-82  | Phoenix Suns     | 46             | 36             | 56,1           | 82             | 3º in Pacific Division  | Sconfitto alle Semifinali di Conference dagli Lakers (0-4) |
| 1982-83  | Phoenix Suns     | 53             | 29             | 64,6           | 82             | 2º in Pacific Division  | Sconfitto al Primo Round dai Nuggets (1-2)                 |
| 1983-84  | Phoenix Suns     | 41             | 41             | 50,0           | 82             | 4º in Pacific Division  | Sconfitto alle Finali di Conference dagli Lakers (2-4)     |
| 1984-85  | Phoenix Suns     | 36             | 46             | 43,9           | 82             | 4º in Pacific Division  | Sconfitto al Primo Round dai Lakers (0-3)                  |
| 1985-86  | Phoenix Suns     | 32             | 50             | 39,0           | 82             | 5º in Pacific Division  | Manca i play-off                                           |
| 1986-87  | Phoenix Suns     | 22             | 34             | 39,3           | 56             | Esonerato               | -                                                          |
| 1987-88  | Dallas Mavericks | 53             | 29             | 64,6           | 82             | 2º in Pacific Division  | Sconfitto alle Finali di Conference dagli Lakers (3-4)     |
| 1988-89  | Dallas Mavericks | 38             | 44             | 46,3           | 82             | 4º in Pacific Division  | Manca i play-off                                           |
| 1989-90  | Dallas Mavericks | 5              | 6              | 45,5           | 11             | Esonerato               | -                                                          |
| 1990-91  | N.Y. Knicks      | 32             | 35             | 47,8           | 67             | 4º in Atlantic Division | Sconfitto al Primo Round dai Bulls (0-3)                   |
|          | Carriera         | 707            | 657            | 51,8           | 1364           |                         |                                                            |

## Palmarès
- Allenatore all'NBA All-Star Game (1981)